# Confrontos entre Botafogo e Grêmio no futebol
Botafogo e Grêmio são dois clubes brasileiros que disputam um importante clássico interestadual (Rio de Janeiro versus Rio Grande do Sul) do futebol brasileiro.

## História
A primeira partida foi a vitória botafoguense por 2–1 no Estádio da Baixada, em Porto Alegre, em um amistoso realizado no dia 24 de junho de 1931.
O confronto, marcado pelo equilíbrio, não possui grandes goleadas em seu retrospecto. O placar mais elástico que já ocorreu no duelo foi 4–0 em duas ocasiões, ambas a favor do Grêmio: a primeira em 2006 e a segunda em 2018. Sem nenhuma final de campeonato na história do clássico, tampouco confrontos em mata-matas nacionais, as duas equipes já se enfrentaram duas vezes em jogos eliminatórios da Copa Libertadores: em 1996, o tricolor gaúcho derrotou o alvinegro nas oitavas de final; em 2017, novo triunfo gremista, dessa vez nas quartas de final.
Outras três partidas marcantes ocorreram em edições do Campeonato Brasileiro. Em 1978, o Botafogo estava invicto há 52 partidas – até hoje a maior invencibilidade do futebol brasileiro – mas o Grêmio acabou com a sequência alvinegra com um vitória por 3–0 no Maracanã. Na edição de 1991, na última rodada da fase de classificação, o tricolor precisava vencer para escapar do rebaixamento, mas foi derrotado pelo alvinegro por 3–1 no Caio Martins e teve que disputar a Série B no ano seguinte. Já em 2010, os times fizeram um confronto direto na última rodada para decidir quem se classificaria para a Copa Libertadores de 2011; com a vitória por 3–0 no Olímpico, os gremistas ficaram com a vaga e os botafoguenses terminaram em 6.º lugar.

## Estatísticas
Campeonato Brasileiro
Pelo Campeonato Brasileiro Unificado foram disputadas 65 partidas, com 27 vitórias do Grêmio, 21 do Botafogo e 17 empates, 92 gols a favor do Grêmio e 74 a favor do Botafogo.

## Jogos decisivos
Em competições da Conmebol
- Em 1996, o Grêmio eliminou o Botafogo nas oitavas de final da Copa Libertadores.
- Em 2017, o Grêmio eliminou o Botafogo nas quartas de final da Copa Libertadores.

## Maiores públicos
No Rio Grande do Sul
1. Grêmio 1–0 Botafogo, 50 517, 20 de setembro de 2017, Copa Libertadores, Arena do Grêmio. (47 584 pagantes)[8]

No Rio de Janeiro
1. Botafogo 0–0 Grêmio, 36 034, 13 de setembro de 2017, Copa Libertadores, Estádio Nilton Santos. (33 235 pagantes)[9]

## Confrontos
| Vitória do Botafogo | Empate | Vitória do Grêmio |

### Anos 2000
| Data                   | Torneio    | Estádio      | Casa     | Visitante | Placar | Gols (casa)                                                     | Gols (visitante)                       |
| ---------------------- | ---------- | ------------ | -------- | --------- | ------ | --------------------------------------------------------------- | -------------------------------------- |
| 25 de outubro de 2000  | Brasileiro | Olímpico     | Grêmio   | Botafogo  | 2–1    | Warley 45', Fábio Baiano 62'                                    | Rodrigo Beckham 66'                    |
| 7 de novembro de 2001  | Brasileiro | Maracanã     | Botafogo | Grêmio    | 1–3    | Daniel 89'                                                      | Emerson 66', Luís Mário 62', Zinho 69' |
| 9 de outubro de 2002   | Brasileiro | Olímpico     | Grêmio   | Botafogo  | 1–1    | Roberto 58'                                                     | Odvan 77'                              |
| 16 de maio de 2004     | Série A    | Olímpico     | Grêmio   | Botafogo  | 2–2    | Elton 79', Tiago Prado 86'                                      | Sandro 25', Luizão 70'                 |
| 4 de setembro de 2004  | Amistoso   | Caio Martins | Botafogo | Grêmio    | 4–1    | Carlos Alberto 43', Gustavo 51', Luiz Cláudio 71', Anderson 79' | Rico 32'                               |
| 9 de setembro de 2004  | Série A    | Caio Martins | Botafogo | Grêmio    | 2–1    | Renatinho 67', 73'                                              | Christian 49'                          |
| 13 de maio de 2006     | Série A    | Maracanã     | Botafogo | Grêmio    | 2–2    | Reinaldo 2', Christian 12'                                      | Alessandro 53', Ricardinho 76'         |
| 17 de setembro de 2006 | Série A    | Olímpico     | Grêmio   | Botafogo  | 4–0    | Rômulo 7', 71' 89', Rafinha 81'                                 |                                        |
| 2 de junho de 2007     | Série A    | Maracanã     | Botafogo | Grêmio    | 3–0    | Juninho 19', Luciano Almeida 79', Dodô 87'                      |                                        |
| 2 de setembro de 2007  | Série A    | Olímpico     | Grêmio   | Botafogo  | 3–0    | Tuta 66', 74' 77'                                               |                                        |
| 6 de julho de 2008     | Série A    | Engenhão     | Botafogo | Grêmio    | 2–0    | Zé Carlos 8', Túlio 15'                                         |                                        |
| 4 de outubro de 2008   | Série A    | Olímpico     | Grêmio   | Botafogo  | 2–1    | Douglas Costa 32', Réver 63'                                    | Renato Silva 30'                       |
| 24 de maio de 2009     | Série A    | Olímpico     | Grêmio   | Botafogo  | 2–0    | Jonas 12', Fábio Santos 78'                                     |                                        |
| 30 de agosto de 2009   | Série A    | Engenhão     | Botafogo | Grêmio    | 3–3    | Victor Simões 1', Reinaldo 19', Leandro Guerreiro 43'           | Jonas 12', 23', Souza 27'              |

### Anos 2010
| Data                   | Torneio      | Estádio         | Casa     | Visitante | Placar | Gols (casa)                                       | Gols (visitante)   |
| ---------------------- | ------------ | --------------- | -------- | --------- | ------ | ------------------------------------------------- | ------------------ |
| 4 de setembro de 2010  | Série A      | Engenhão        | Botafogo | Grêmio    | 2–2    | Antônio Carlos 16', Herrera 20'                   | Jonas 53', 85'     |
| 5 de dezembro de 2010  | Série A      | Olímpico        | Grêmio   | Botafogo  | 3–0    | André Lima 20', Jonas 38', Douglas 53'            |                    |
| 26 de junho de 2011    | Série A      | Engenhão        | Botafogo | Grêmio    | 2–1    | Marcelo Mattos 25', Elkeson 58'                   | Rafael Marques 65' |
| 22 de setembro de 2011 | Série A      | Olímpico        | Grêmio   | Botafogo  | 0–1    |                                                   | Loco Abreu 65'     |
| 22 de julho de 2012    | Série A      | Engenhão        | Botafogo | Grêmio    | 0–1    |                                                   | Marcelo Moreno 48' |
| 14 de outubro de 2012  | Série A      | Olímpico        | Grêmio   | Botafogo  | 1–1    | Léo Gago 50'                                      | Bruno Mendes 90'   |
| 14 de julho de 2013    | Série A      | Arena do Grêmio | Grêmio   | Botafogo  | 2–1    | Vargas 12', 33'                                   | Seedorf 19'        |
| 5 de outubro de 2013   | Série A      | Maracanã        | Botafogo | Grêmio    | 0–1    |                                                   | Alex Telles 37'    |
| 21 de maio de 2014     | Série A      | Alfredo Jaconi  | Grêmio   | Botafogo  | 2–1    | Rodriguinho 44', Maxi Rodríguez 81'               | Zeballos 6'        |
| 28 de setembro de 2014 | Série A      | Maracanã        | Botafogo | Grêmio    | 0–2    |                                                   | Barcos 50', 77'    |
| 4 de setembro de 2016  | Série A      | Arena Botafogo  | Botafogo | Grêmio    | 2–1    | Camilo 21', Sassá 29'                             | Batista 80'        |
| 11 de dezembro de 2016 | Série A      | Arena do Grêmio | Grêmio   | Botafogo  | 0–1    |                                                   | Bruno Silva 17'    |
| 14 de maio de 2017     | Série A      | Arena do Grêmio | Grêmio   | Botafogo  | 2–0    | Ramiro 45+1', 54'                                 |                    |
| 13 de agosto de 2017   | Série A      | Nilton Santos   | Botafogo | Grêmio    | 1–0    | Leandrinho 7'                                     |                    |
| 13 de setembro de 2017 | Libertadores | Nilton Santos   | Botafogo | Grêmio    | 0–0    |                                                   |                    |
| 20 de setembro de 2017 | Libertadores | Arena do Grêmio | Grêmio   | Botafogo  | 1–0    | Barrios 63'                                       |                    |
| 28 de abril de 2018    | Série A      | Nilton Santos   | Botafogo | Grêmio    | 2–1    | Brenner 36', Gilson 90+2'                         | Igor Rabello 38'   |
| 1 de setembro de 2018  | Série A      | Arena do Grêmio | Grêmio   | Botafogo  | 4–0    | Jael 20' (pen), 24', Alisson 61', André 76' (pen) |                    |
| 12 de junho de 2019    | Série A      | Nilton Santos   | Botafogo | Grêmio    | 0–1    |                                                   | Jean Pyerre 80'    |
| 27 de outubro de 2019  | Série A      | Arena do Grêmio | Grêmio   | Botafogo  | 3–0    | Maicon 11', Thaciano 70', Everton 80'             |                    |

### Anos 2020
| Data                   | Torneio | Estádio         | Casa     | Visitante | Placar | Gols (casa)                                           | Gols (visitante)                                                         |
| ---------------------- | ------- | --------------- | -------- | --------- | ------ | ----------------------------------------------------- | ------------------------------------------------------------------------ |
| 14 de outubro de 2020  | Série A | Arena do Grêmio | Grêmio   | Botafogo  | 3–1    | Diego Souza 33', Pepê 47', 65'                        | Matheus Babi 41'                                                         |
| 8 de fevereiro de 2021 | Série A | Nilton Santos   | Botafogo | Grêmio    | 2–5    | Rafael Navarro 56', Matheus Babi 82'                  | Alisson 7', Jean Pyerre 17', Churín 54' (pen), Matheus Henrique 74', 78' |
| 9 de julho de 2023     | Série A | Arena do Grêmio | Grêmio   | Botafogo  | 0–2    |                                                       | Eduardo 74', Carlos Alberto 86'                                          |
| 9 de novembro de 2023  | Série A | São Januário    | Botafogo | Grêmio    | 3–4    | Diego Costa 6', Júnior Santos 29', Marlon Freitas 46' | Everton Galdino 9', Luis Suárez 50', 53', 69'                            |
| 16 de junho de 2024    | Série A | Kleber Andrade  | Grêmio   | Botafogo  | 1–2    | Gustavo Nunes 20'                                     | Cuiabano 9', Júnior Santos 57'                                           |
| 28 de setembro de 2024 | Série A | Mané Garrincha  | Botafogo | Grêmio    | 0–0    |                                                       |                                                                          |